# Xã Huron, Quận Pennington, South Dakota
Xã Huron (tiếng Anh: Huron Township) là một xã thuộc quận Pennington, tiểu bang Nam Dakota, Hoa Kỳ. Năm 2010, dân số của xã này là 32 người.